# Olof Ström
Olof Ström, född 16 april 1702, död 22 juni 1764 i Stockholm, var en svensk bryggare, ålderman i bryggareämbetet, rådman samt riksdagsman.

## Biografi
Ström byggde under 1720-talet upp sin bryggerinäring, som han förlade till Kvarteret Tegen på Södermalm. Brygeriet utvecklades kraftigt, men då Ström avled 1764 var han ogift och barnlös, varför bryggeriet togs över  Anders Willman.
Han valdes till riksdagsman för Stockholm i borgarståndet under Riksdagen 1751–1752. Dessutom var han under sin livstid särskilt intresserad av fattigvården och han var en av grundarna och direktörerna för Frimurarebarnhuset som inrättades den 19 december 1753.. Det var troligen för sitt arbete för stadens fattiga som han 1748 fick Serafimermedaljen som en av dess första mottagare.
Ström var även en aktiv medlem av Svenska Frimurare Orden och ingick i logen S:t Jean Auxiliaire (numera kallad Den Nordiska Första).

## Utmärkelser
- Serafimermedaljen - 1748